# Barrage de Jebba
Le barrage de Jebba est un barrage situé sur le fleuve Niger au Nigéria. Il est associé à une centrale hydroélectrique de 578,4 MW de capacité qui possède 6 turbines de 96,4 MW,,.